# Jan de Gheet
Jan de Gheet (vers 1480 – 1535) est un imprimeur (boecprintere) anversois dont on ne connaît qu'un seul livre de musique, imprimé en août 1515 à Anvers.

## La première publication de musique polyphonique aux Pays-Bas
L'ouvrage de circonstance qui sortit de ses presses en 1515 et dont on a conservé quatre exemplaires est particulier à différents égards.  Il s'agit de la toute première tentative connue d'imprimer de la musique polyphonique aux anciens Pays-Bas.  Le livre fut publié six mois après la Joyeuse Entrée du futur empereur Charles et de Maximilien Ier dans la ville d'Anvers.
Il comprend les mises en musique à quatre voix du compositeur Benedictus de Opitiis de louanges adressées au duc Charles à l'occasion de la Joyeuse Entrée à Anvers de celui-ci et de son grand-père, Maximilien Ier, le 3 février 1515.
Les textes de l'ouvrage sont en néerlandais et en latin.  Le rédacteur de la plupart des commentaires insérés dans cet ouvrage est Rutger Kynen de Nimègue, le secrétaire impérial de Gueldre.
Le motet Summae laudis, O Maria, sans doute sur des paroles écrites par Petrus de Opitiis, frère du compositeur, est la louange par laquelle Maximilien et son petit-fils avaient été reçus fastueusement le 16 et le 17 septembre 1508 à Anvers.  L'autre motet du recueil, Sub tuum praesidium, comprend également un texte en l'honneur de la Vierge Marie : celui d'une antienne grégorienne.
En outre, cette impression de 1515 est typographiquement très soignée.  La musique est disposée sur les pages comme dans les livres de chœur et non pas publiée dans des livrets séparés, chose courante à l'époque, et le tout est illustré de magnifiques gravures sur bois de grand format avec, hormis la vue de la rade d'Anvers avec l'église Notre-Dame en cours de construction, deux représentations de l'empereur Maximilien et un de l'archiduc Charles.  Certains exemplaires de l'ouvrage sont coloriés à la main.
Le colophon de l'ouvrage indique que De Gheet habitait près du cimetière Notre-Dame, l'actuelle place Verte (Groenplaats) à Anvers.

## L'incunable

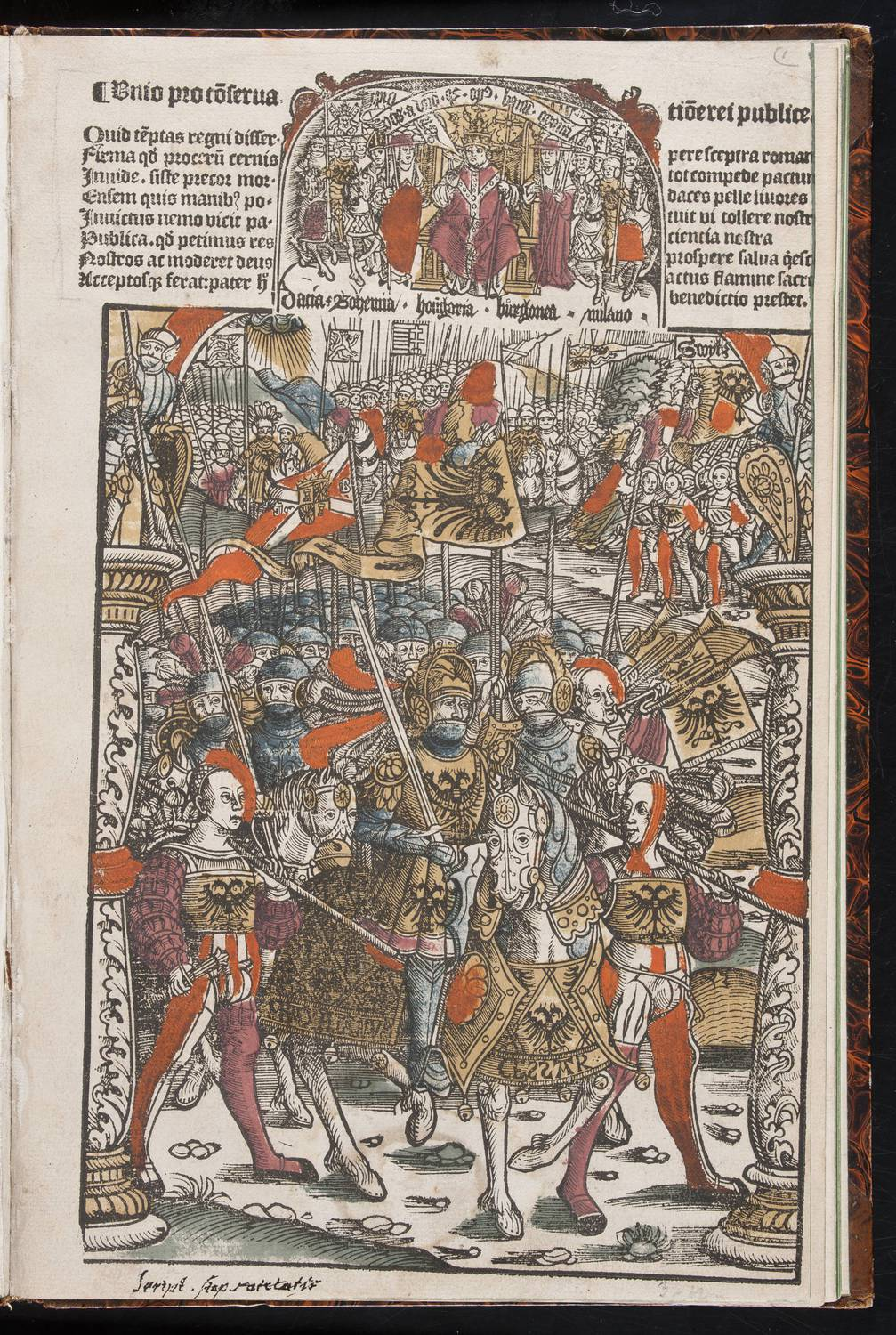
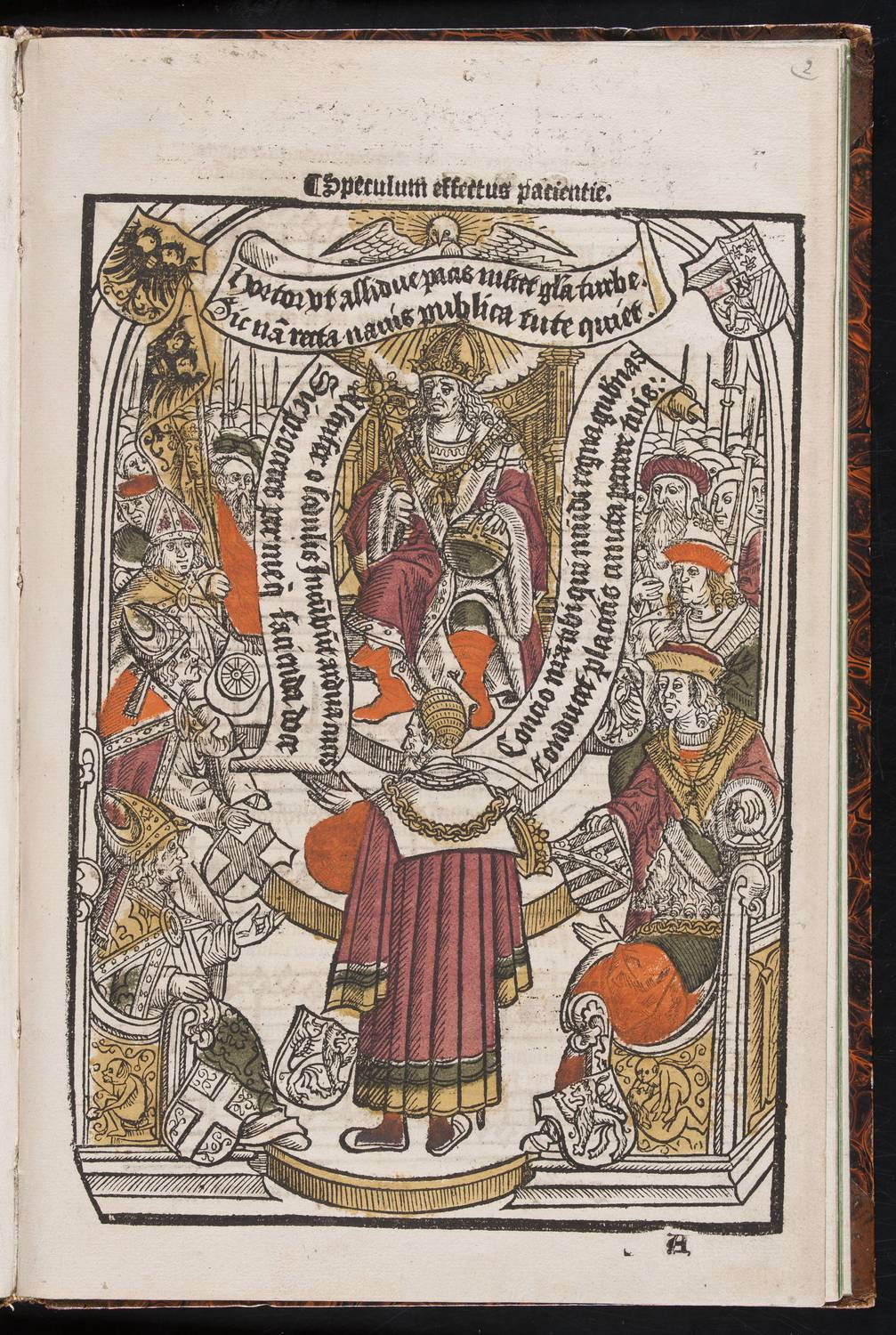
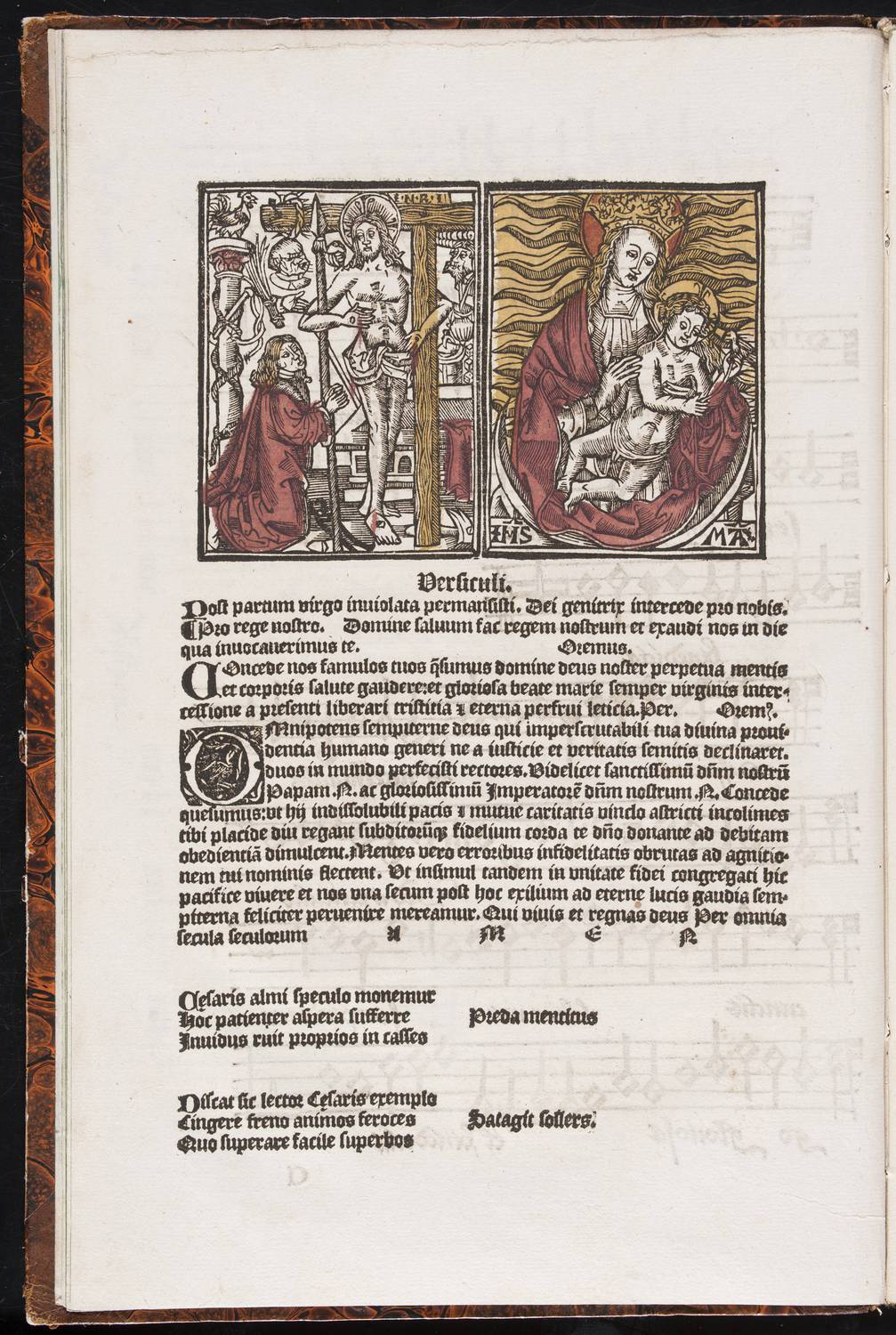
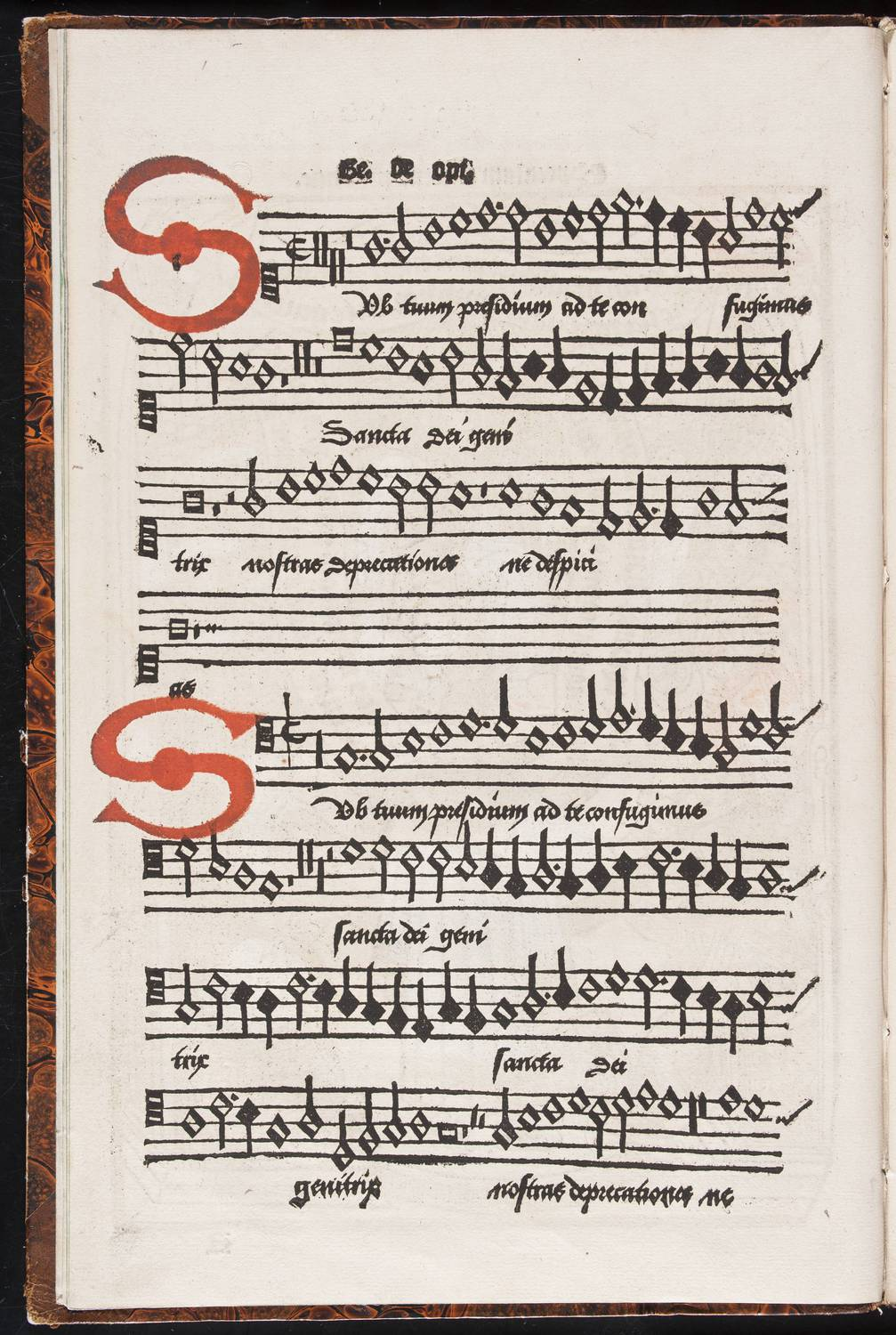

## Publication
- (la + nl) Unio pro conservatione rei publice / Lofzangen ter ere van Keizer Maximiliaan en zijn kleinzoon Karel den Vijfden, Een corte verhalinge en bediedinghe alre en yegelike punt en oft artikelen in desen loeflicken sanck bescreuen, motets de Benedictus de Opitiis et textes de Petrus de Opitiis et de Rutger Kynen, Anvers, 1515

## Sources
- (nl) SCHREURS, Eugeen.  « Het ceremonieel gebruik van staatsmotetten », Een muziekgeschiedenis der Nederlanden [Louis Peter GRIJP et Ignace BOSSUYT (réd.)], Amsterdam University Press, 2001  (ISBN 9053564888)  (ISBN 9789053564882), p. 94-100.
- (nl) Topstuk voorgesteld: Unio pro conservatione rei publice, présentation en tant que chef-d'œuvre du patrimoine flamand de l'exemplaire de la bibliothèque de l'université de Louvain de cet ouvrage rarissime sur le site web www.muzikaalerfgoed.be (un site consacré au patrimoine musical de la Flandre), consulté le 24 mai 2012.